# Reserva Natural de Lazovski
A Reserva Natural de Lazovski (em russo:  Лазовский заповедник) é uma área protegida na Rússia, que fica nas encostas do sudeste da serra Sikhote-Alin, até à costa do Mar do Japão, no Krai de Primorsky, no Extremo Oriente Russo, cerca de 150 km a leste de Vladivostok. A reserva é coberta com 95% de florestas, com a maior plantação de teixos no Extremo Oriente da Rússia e tem sido objecto de estudo científico desde o século XIX pela sua rica comunidade de plantas e animais encontrados na montanha, numa área de transição para zonas marítimas. A reserva Lazonvsky contém mais espécies do que qualquer outra reserva no Extremo Oriente da Rússia, e 60% das espécies na região de Priomorky são encontradas na reserva. É administrada conjuntamente com o Parque Nacional Zov Tigra, localizado a cerca de 50 km a noroeste. A reserva está situada inteiramente dentro do distrito de Lazovsky, no Krai de Primorsky. A reserva foi criada em 1957, e abrange uma área de 120 989 hectares.

## Topografia
A reserva é delimitada pelos vales dos rios Kyevka e Tchornaya. Cerca de 50 km do território é litoral no Mar do Japão, com carácter rochoso e falésias que chegam a 100 metros acima do nível da água. Os limites também contêm duas pequenas ilhas arborizadas, Petrov e Belzov. A altitude média é de 500 - 700 pés, com os picos os mais elevados em 1400 metros. As inclinações são íngremes, tipicamente entre 20 a 25%. Existem poucos lagos, e os rios são geralmente não-navegáveis. Os rios são importantes áreas de desova de salmão.

## Clima e eco-região
Esta área protegida está localizada na eco-região Ussur de florestas mistas. Ao contrário da maioria das eco-regiões de florestas temperadas, os níveis de biodiversidade são altos na eco-região da floresta de folha larga e da floresta mista Ussur devido à proximidade de várias zonas climáticas e variedades de terreno.
O clima de Lazovski é clima continental húmido, caracterizado por alta variação de temperatura, tanto diariamente quanto sazonalmente, com invernos secos e verões frescos. O tergo de Zapovedny estende-se dentro da reserva. A parte norte da reserva tem um clima mais continental, e a parte sul mais marítima.